# Матчи сборной Москвы по футболу (1907—1909)
Сезоны 1907—1909 годов стали первыми в истории сборной Москвы по футболу. В них сборная провела всего 7 матчей: 4 товарищеских междугородних со сборной Санкт-Петербурга и 3 товарищеских с различными клубами Москвы.
По установившейся в отечественной футбольной истории традиции официальными принято считать матчи первой сборной с эквивалентным по статусу соперником (сборные городов, а также регионов и республик); матчи с клубами Москвы и других городов составляют отдельную категорию матчей.

## Статистика периода 1907 — 1909
| 1907         |                          |     |
| МГ1          | Санкт-Петербург — Москва | 2:0 |
| МГ2          | Санкт-Петербург — Москва | 5:4 |
| Итого в 1907 |                          |     |
| И В Н П М    |                          |     |
| 2 0 2 4−7    |                          |     |

| 1908         |                          |     |
| МГ3          | Санкт-Петербург — Москва | 2:2 |
| МГ4          | Санкт-Петербург — Москва | 4:0 |
| Итого в 1908 |                          |     |
| И В Н П М    |                          |     |
| 2 0 1 2−6    |                          |     |

| 1909         |                                        |     |
| Н(1)         | «Британский» КС — Москва               | 5:2 |
| Н(2)         | «Сокольнический» КС (II) — Москва (II) | 3:2 |
| Н(3)         | «Сокольнический» КС — Москва           | 5:1 |
| Итого в 1909 |                                        |     |
| И В Н П М    |                                        |     |
| 3 0 3 5−13   |                                        |     |

## 1907

### 1. Москва — Санкт-Петербург — 0:2
Междугородний товарищеский матч 1 (отчет )
| Москва | 0:2 | Санкт-Петербург (англичане)     |
| ------ | --- | ------------------------------- |
|        |     | - ~40′ А.Коффрайт - ~67′ Д.Ривз |

| Игрок                  | Клуб                |                                 | Вышел на замену | Гол  |
| ---------------------- | ------------------- | ------------------------------- | --------------- | ---- |
| Бейнс, Джордж "Егор"   | «Британский» КС     | Серебряный гол · Серебряный гол | 1               | (-2) |
|                        |                     |                                 |                 |      |
| Вентцелли, Роберт      | «Сокольнический» КС |                                 | 1               |      |
| Розанов, Пётр          | «Сокольнический» КС |                                 | 1               |      |
|                        |                     |                                 |                 |      |
| Скорлупкин, Александр  | «Быково»            |                                 | 1               |      |
| Хиггин                 | «Британский» КС     |                                 | 1               |      |
| Шашин, Николай         | «Сокольнический» КС |                                 | 1               |      |
|                        |                     |                                 |                 |      |
| Нэш, Клемент           | «Британский» КС     |                                 | 1               |      |
| Чарнок, Гарри "Андрей" | «Ореховский» КС     |                                 | 1               |      |
| Чарнок, С              | «Ореховский» КС     |                                 | 1               |      |
| Серпинский, Виктор     | «Быково»            |                                 | 1               |      |
| Розанов, Фёдор         | «Сокольнический» КС |                                 | 1               |      |

| Санкт-Петербург (а) |     |
| ------------------- | --- |
| Б.Браун             |     |
|                     |     |
| Эбсворт             |     |
| Делл                |     |
|                     |     |
| И.Филлипс           |     |
| Сиборн              |     |
| Бьюкенен            |     |
|                     |     |
| М.Кинг              |     |
| Д.Ривз              | Гол |
| Коффрайт            | Гол |
| Смолл               |     |
| Флетчер             |     |

### 2. Москва — Санкт-Петербург — 4:5
Междугородний товарищеский матч 2 (отчет )
| Москва                                                     | 4:5 | Санкт-Петербург                         |
| ---------------------------------------------------------- | --- | --------------------------------------- |
| - В.Райт 1:2′ 2:2′ (пен.) - Г.Чарнок 3:2′ - Ф.Розанов 4:2′ |     | - 1′ Данкер - 0:2′ - 4:3′ - 4:4′ - 4:5′ |

| Игрок                  | Клуб                |                                                                                    | Вышел на замену | Гол  |
| ---------------------- | ------------------- | ---------------------------------------------------------------------------------- | --------------- | ---- |
| Бейнс, Джордж "Егор"   | «Британский» КС     | Серебряный гол · Серебряный гол · Серебряный гол · Серебряный гол · Серебряный гол | 2               | (-7) |
|                        |                     |                                                                                    |                 |      |
| Вентцелли, Роберт      | «Сокольнический» КС |                                                                                    | 2               |      |
| Розанов, Пётр          | «Сокольнический» КС |                                                                                    | 2               |      |
|                        |                     |                                                                                    |                 |      |
| Скорлупкин, Александр  | «Быково»            |                                                                                    | 2               |      |
| Виноградов, Владимир   | «Сокольнический» КС |                                                                                    | 1               |      |
| Шашин, Николай         | «Сокольнический» КС |                                                                                    | 2               |      |
|                        |                     |                                                                                    |                 |      |
| Нэш, Клемент           | «Британский» КС     |                                                                                    | 2               |      |
| Чарнок, Гарри "Андрей" | «Ореховский» КС     | Гол                                                                                | 2               | 1    |
| Райт, В                | «Британский» КС     | Гол · Гол                                                                          | 1               | 2    |
| Серпинский, Виктор     | «Быково»            |                                                                                    | 2               |      |
| Розанов, Фёдор         | «Сокольнический» КС | Гол                                                                                | 2               | 1    |

| Санкт-Петербург |     |
| --------------- | --- |
| Фракт           |     |
|                 |     |
| Курзнер         |     |
| В.Лауман        |     |
|                 |     |
| Луговской       |     |
| А.Лауман        |     |
| Митягин         |     |
|                 |     |
| М.Григорьев     |     |
| Данкер          | Гол |
| Дьячков         |     |
| И.Егоров        |     |
| П.Сорокин       |     |

## 1908

### 3. Москва — Санкт-Петербург — 2:2
Междугородний товарищеский матч 3 (отчет )
| Москва | 2:2 | Санкт-Петербург (англичане) |
| ------ | --- | --------------------------- |
|        |     |                             |

| Игрок                 | Клуб                |                                 | Вышел на замену | Гол  |
| --------------------- | ------------------- | ------------------------------- | --------------- | ---- |
| Виноградов, Владимир  | «Сокольнический» КС | Серебряный гол · Серебряный гол | 2               | (-2) |
|                       |                     |                                 |                 |      |
| Вентцелли, Роберт     | «Сокольнический» КС |                                 | 3               |      |
| Паркер, Артур         | «Британский» КС     |                                 | 1               |      |
|                       |                     |                                 |                 |      |
| Скорлупкин, Александр | «Быково»            |                                 | 3               |      |
| Соуп, В               | «Британский» КС     |                                 | 1               |      |
| Шашин, Николай        | «Сокольнический» КС |                                 | 3               |      |
|                       |                     |                                 |                 |      |
| Нэш, Клемент          | «Британский» КС     |                                 | 3               |      |
| Маршалл, П            | «Сокольнический» КС |                                 | 1               |      |
| Нильсен               | «Сокольнический» КС |                                 | 1               |      |
| Чарнок, Джордж "Яков" | «Ореховский» КС     | 46'                             | 1               |      |
| Розанов, Фёдор        | «Сокольнический» КС |                                 | 3               | 1    |
| Замена                |                     |                                 |                 |      |
| Вентцелли, Рудольф    | «Сокольнический» КС | 46'                             | 1               |      |

| Санкт-Петербург (а) |  |
| ------------------- |  |
| Б.Браун             |  |
|                     |  |
| Эбсворт             |  |
| Делл                |  |
|                     |  |
| Уэбб                |  |
| Тодд                |  |
| Бьюкенен            |  |
|                     |  |
| Ривз                |  |
| И.Филлипс           |  |
| Монро               |  |
| Смолл               |  |
| Флетчер             |  |

### 4. Москва — Санкт-Петербург — 0:4
Междугородний товарищеский матч 4 (отчет )
| Москва | 0:4 | Санкт-Петербург |
| ------ | --- | --------------- |
|        |     |                 |

| Игрок                 | Клуб                |                                                                   | Вышел на замену | Гол  |
| --------------------- | ------------------- | ----------------------------------------------------------------- | --------------- | ---- |
| Виноградов, Владимир  | «Сокольнический» КС | Серебряный гол · Серебряный гол · Серебряный гол · Серебряный гол | 3               | (-6) |
|                       |                     |                                                                   |                 |      |
| Ромм, Михаил          | «Быково»            |                                                                   | 1               |      |
| Паркер, Артур         | «Британский» КС     |                                                                   | 2               |      |
|                       |                     |                                                                   |                 |      |
| Скорлупкин, Александр | «Быково»            |                                                                   | 4               |      |
| Соуп, В               | «Британский» КС     |                                                                   | 2               |      |
| Вентцелли, Роберт     | «Сокольнический» КС |                                                                   | 4               |      |
|                       |                     |                                                                   |                 |      |
| Вентцелли, Рудольф    | «Сокольнический» КС |                                                                   | 2               |      |
| Маршалл, П            | «Сокольнический» КС |                                                                   | 2               |      |
| Нильсен               | «Сокольнический» КС |                                                                   | 2               |      |
| Розанов, Фёдор        | «Сокольнический» КС |                                                                   | 4               | 1    |
| Нэш, Клемент          | «Британский» КС     |                                                                   | 4               |      |

| Санкт-Петербург |  |
| --------------- |  |
| Борейша         |  |
|                 |  |
| А.Максимов      |  |
| Ганч            |  |
|                 |  |
| Уверский        |  |
| Хромов          |  |
| Арсентьев       |  |
|                 |  |
| И.Егоров        |  |
| Б.Евангулов     |  |
| Э.Петерсен      |  |
| Г.Никитин       |  |
| П.Сорокин       |  |

## 1909

### Неофициальные матчи
1. Традиционный матч «чемпион — сборная турнира» Чемпионата Москвы 1909
| Москва                             | 2:5     | «Британский» КС            |
| ---------------------------------- | ------- | -------------------------- |
| - Поляков 1:3′ - А.Скорлупкин 2:3′ | (отчёт) | - 20′ Ф.Джонс - 22′Э.Томас |

| Москва: В.Виноградов (СКС) - Ромм (СКС), Роб.Вентцелли (СКС) - Данкерли (КСО), А.Парфенов (СКС), Л.Смирнов (СКС) - Руд.Вентцелли (СКС), А.Серпинский (СКС) , Ф.Розанов (СКС), Поляков ("Унион"), А.Скорлупкин (СКС) «Британский» КС: Томас-III - Даунн, Паркер - С.Чарнок, Ланн, Г.Уайтхед - Нэш, Э.Томас, Ф.Джонс, Ньюман, Д.Уайтхед |

2. Матч «вызова» «Сокольнического» КС (вторые команды)
| Москва (II)                      | 2:3     | «Сокольнический» КС (II) |
| -------------------------------- | ------- | ------------------------ |
| - А.Филиппов 1:1′ - Слепнев 2:1′ | (отчёт) | - 0:1′ Смирнов           |

| Москва: Леви (КФС) – П. Гольц («Унион»), М. Филиппов (КФС) – Шульц («Унион»), Максин («Унион»), М. Савинцев (ОКС) – Гаврюнин («Даниловцы»), Александров (КФС), Бэзиг («Унион»), Слепнёв (КФС), А. Филиппов (КФС) «Сокольнический» КС: П. Кудрявцев – С. Никольский, М. Папмель – Кречетов, Шелонский, Ник. Виноградов – Решетников, Калиш, Смирнов, Савостьянов, Недачин |

3. Матч «вызова» «Сокольнического» КС (первые команды)
| Москва         | 1:5     | «Сокольнический» КС                                                  |
| -------------- | ------- | -------------------------------------------------------------------- |
| - А.Кынин 1:4′ | (отчёт) | - Ф. Розанов - В. Серпинский - Смирнов - А. Скорлупкин - А. Парфенов |

| Москва: К. Бертрам («Унион») – Б. Николаев («Унион»), В. Мишин (ОКС) – Дункерлей (ОКС), Н. Кынин (ОКС), Гольдберг («Унион») – А. Кынин (ОКС), А. Томлинсон (ОКС), А. Вашке (КФС), Бейнс («Даниловцы»), Поляков («Унион») «Сокольнический» КС: В. Виноградов – М. Ромм, Роб. Венцелли – В. Иванов, А. Парфенов, А. Жилин – Руд. Венцелли, Ф. Розанов, Смирнов, А. Скорлупкин, В. Серпинский |

## Комментарии
1. ↑  Имеется в виду сборная сильнейшего состава без формальных ограничений — в отличие от второй, третьей и т. д. (дублёров), а также ведомственных (например, сборной профсоюзов или военного ведомства).
2. ↑  Регионы бывшей РСФСР — например, сборная Северного Кавказа; республики бывшего СССР — например, сборная Украинской ССР.